# 永野水貴
永野 水貴（ながの みずき）は、日本のライトノベル作家。代表作に『恋した人は、妹の代わりに死んでくれと言った。』、『白竜の花嫁』がある。

## 略歴
個人サイトにて公開していた自作の小説が編集者の目に留まり、書き下ろし小説『真紅の式使い』で2009年に一迅社文庫アイリスよりデビュー。